# 한국여자프로골프협회
한국여자프로골프협회(韓国女子プロゴルフ協会, Korea Ladies Professional Golf Association, KLPGA)는 대한민국의 여자 프로 골프를 관할하는 스포츠 행정 기구이다.  대한민국의 여자 프로 골프의 발전을 위하여 여자프로골퍼의 자질 및 기술향상을 도모하며, 국제경기에 적극 참여함으로써 골프를 통한 국제 친선 및 국위선양을 이룩함과 아울러 국민건강 증진을 위한 사회적 책임을 수행할 목적으로, 1991년 12월 14일에 인가된 대한민국 문화체육관광부 소관의 사단법인이다.
대한골프협회와 문화체육관광부가 인증하는 KPGA와 KLPGA의 회원증이 국내에서는 가장 권위 있는 자격으로 통한다. KPGA와 KLPGA의 회원을 프로필공지나 출판서적 등 다양한 방법으로 사칭한 레슨 행위가 끊이지 않아 웹사이트(홈페이지 등)에서 선수검색은 필수적으로 해야 한다.
나머지 강사 자격증을 발급하는 국내 민간 단체는 대한스포츠프로골프협회(KSPGA), 한국프로티칭골프협회(KTPGA) 등 PGA명칭을 넣어서 비슷하게 만든 단체를 포함해 전국적으로 10곳에 달하며 누적 회원은 10만명 이상이다. 관련 지식이 부족한 초보 골퍼는‘속사정’을 모른 채 강사를 선택할 확률이 높다. "240만원 내면 프로?"..쏟아지는 골프 강사 자격증, 전문성은 '글쎄'

## 연혁
한국여자프로골프협회는 한국프로골프협회의 여자프로부로 시작하였으며, 1988년 2월 2일에 한국프로골프협회에서 분리하여 서울특별시 강남구 삼성동 사무실로 이전하였다. 1978년부터 KLPGA 코리안 투어를 주최하여 진행하고 있다.

## 주요 사업
- 각종 국내외 대회 개최
- 각종 선발전․시드전 개최
- 각종 이벤트행사 개최
- 국민건강증진사업
- 아마추어 지원 사업
- 교육사업 등

## 참고 문헌
- 〈한국여자프로골프협회〉. 《한국향토문화대전》. 한국학중앙연구원. 2021년 9월 6일에 원본 문서에서 보존된 문서. 2021년 9월 6일에 확인함.
- 〈한국여자프로골프협회〉. 《디지털강남문화대전》. 한국학중앙연구원.

## 같이 보기
- 대한골프협회
- 한국프로골프협회
- 한국미드아마추어골프연맹
- 한국대학골프연맹
- 한국중고등학교골프연맹